# Villecresnes
Villecresnes is een gemeente in het Franse departement Val-de-Marne (regio Île-de-France) en telt 9295 inwoners (2007). De plaats maakt deel uit van het arrondissement Créteil.

## Geografie
De oppervlakte van Villecresnes bedraagt 5,6 km², de bevolkingsdichtheid is 1653,9 inwoners per km².
De onderstaande kaart toont de ligging van Villecresnes met de belangrijkste infrastructuur en aangrenzende gemeenten.

## Demografie
Onderstaande figuur toont het verloop van het inwonertal (bron: INSEE-tellingen).

## Geboren in Villecresnes
- Alexandra Lamy (1971), actrice